# David Armstrong-Jones
David Armstrong-Jones, 2. hrabia Snowdon, znany również jako David Linley (David Albert Charles Armstrong-Jones, ur. 3 listopada 1961 w Clarence House w Londynie) – potomek brytyjskiej rodziny królewskiej, hrabia Snowdon (od 2017), wicehrabia Linley (od 1961 do 2017); znajduje się w linii sukcesji brytyjskiego tronu; ebenista i projektant wnętrz.
Syn księżniczki Małgorzaty, hrabiny Snowdon i Antoniego Armstrong-Jonesa, 1. hrabiego Snowdon
Od urodzenia nosił tytuł wicehrabiego Linley jako najstarszy syn hrabiego Snowdon. Tytuł hrabiowski odziedziczył po śmierci ojca w 2017. Nie jest formalnie członkiem brytyjskiej rodziny królewskiej, wobec czego nie ma obowiązku reprezentowania monarchy w oficjalnych wystąpieniach. Od 2018 wspiera działalność The Prince’s Foundation, prowadzonej przez jego kuzyna, Karola III.
Poprzez swojego przodka, Jana Wilhelma Friso, księcia Oranii, jest spokrewniony ze wszystkimi rodzinami królewskimi i książęcymi panującymi w Europie.
Mieszka w Kensington w Londynie.

## Powiązania rodzinne
David Armstrong-Jones urodził się 3 listopada 1961 w Clarence House w Londynie jako pierwsze dziecko Antony'ego Armstrong-Jonesa, brytyjskiego arystokraty, fotografa i producenta filmowego i jego pierwszej żony, Małgorzaty, siostry królowej Elżbiety II.
Jego dziadkami byli ze strony ojca major Ronald Armstrong-Jones, walijski barister i jego pierwsza żona, Anne Messel, jedna z założycielek The Victorian Society, późniejsza hrabina Rosse; natomiast ze strony matki Jerzy VI, król Zjednoczonego Królestwa i cesarz Indii, panujący w latach 1936–1952 i jego żona, Elżbieta, królowa-matka.
Ma młodszą siostrę, Sarah Chatto oraz troje przyrodniego rodzeństwa z innych relacji ojca: Polly Fry, lady Frances von Hofmannsthal i Jaspera Cable-Alexander.
David formalnie nie jest członkiem rodziny królewskiej. Na miesiąc przed jego narodzinami jego ojciec otrzymał tytuł hrabiego Snowdon w obawie przed tym, że brytyjska księżniczka urodziłaby dziecko nieposiadające tytułów szlacheckich. Wobec tego przy urodzeniu otrzymał tytuł wicehrabiego Linley, a po śmierci ojca w 2017 odziedziczył tytuł hrabiego Snowdon. Od urodzenia wpisany jest do linii sukcesji brytyjskiego.
Jest gościem niektórych wydarzeń, związanych z rodziną królewską – pojawia się między innymi w czasie uroczystości rodzinnych, obchodów urodzin monarchy, znanych pod nazwą Trooping the Colour, mszy z okazji święta Bożego Narodzenia; uczestniczy w pokazach mody, galach i wydarzeniach sportowych.
W kwietniu 2002 razem ze swoimi kuzynami: królem Karolem III, księciem Yorku i hrabią Wessex pełnili wartę przy trumnie babki, Elżbiety, królowej-matki, która złożona była w Westminster Hall.
W kwietniu 2018 rozpoczął współpracę z The Prince’s Foundation, założoną przez jego ciotecznego brata, króla Karola III.

## Edukacja
W wieku pięciu lat rozpoczął swoją edukację od prywatnych lekcji w Pałacu Buckingham. Następnie uczęszczał do Gibbs School w Kensington w Londynie oraz do Ashdown House School w East Sussex. Naukę kontynuował w Millbrook House School w Abingdon (szkoła już nie istnieje) i Bedales School w Steep.
W 1980 został studentem Parnham College w Beaminster, gdzie studiował sztukę tworzenia mebli. Ukończył tę szkołę w 1982.

## Kariera zawodowa
Jest autorem siedmiu książek, dotyczących projektowania mebli i dekoracji wnętrz. Jest właścicielem przedsiębiorstwa David Linley Furniture Limited (obecnie znaną jako Linley), które zajmuje się produkcją mebli (założył ją w 1985). W 2005 rozpoczął współpracę z angielskim domem aukcyjnym Christie’s na stanowisku dyrektora, od 2006 pracował jako przewodniczący. Od 2015 pełni funkcję honorowego przewodniczącego, działającego na rzecz Europy, Środkowego Wschodu, Indii i Rosji. Jest autorem książek o tematyce wystroju wnętrz.

## Życie prywatne
Został ochrzczony w obrządku kościoła anglikańskiego w Pałacu Buckingham 19 grudnia 1961. Ceremonii przewodniczył arcybiskup Canterbury, Michael Ramsey. Wśród jego rodziców chrzestnych znalazła się Elżbieta II.
8 października 1993 w opactwie westminsterskim zawarł związek małżeński z Sereną Stanhope, pochodzącą z Irlandii córką wicehrabiego Petersham (od 2009 hrabiego Harrington) i jego pierwszej żony, Virginii Freeman-Jackson. Serena otrzymała tytuł wicehrabiny Linley.
2 lipca 1999 w Portland Hospital w Londynie urodziło się pierwsze dziecko pary, syn Charles Patrick Inigo. Chłopiec jest dziedzicem tytułu hrabiego Snowdon, a od 2017 tytułowany jest jako wicehrabia Linley.
14 maja 2002 w Portland Hospital w Londynie przyszła na świat ich córka, Margarita Elizabeth Rose Alleyne. Od 2017 posługuje się honorowym tytułem lady Armstrong-Jones.
17 lutego 2020 rzecznik rodziny królewskiej poinformował, że hrabia i hrabina Snowdon podjęli decyzję o separacji. To było trzecie z kolei oświadczenie o rozwodzie wśród potomków rodziny królewskiej w ciągu kilku miesięcy – 12 lutego 2020 o rozpadzie swojego małżeństwa poinformował Peter Phillips, a w marcu 2019 Davina Lewis.